# Bosquerola de flancs castanys
La bosquerola de flancs castanys (Setophaga pensylvanica) és un ocell de la família dels parúlids (Parulidae) que cria als boscos poc espessos i zones arbustives des d'Alberta, cap a l'est, a través del sud del Canadà fins Nova Escòcia i cap al sud, per l'est dels Estats Units fins a Geòrgia i nord-oest de Carolina del Sud.